# 藤本恵理子
藤本 恵理子（ふじもと えりこ 、1981年8月2日 - ）は、日本のファッションモデル、女優。兵庫県神戸市出身。オスカープロモーションに所属していた。現在は独立し個人でモデル活動を行なっている。

## 略歴・人物
神戸海星女子学院中学校・高等学校出身。
子供の頃から身長が高かった。
同志社大学経済学部を卒業した。
2004年ミス・ワールド日本代表準グランプリに選ばれる。
大学在学中よりファッション雑誌『CanCam』（小学館）の専属モデルとして活動する。
卒業後上京し2005年4月からオスカープロモーションに所属する。ファッション雑誌『JJ』（光文社）の専属モデルとして活動する。
2009年度のK-1イメージガールに選出された。
2012年5月、モデルユニット『モデルガールズ』のメンバーに加入した。同年10月、Sony Musicより『ROCK STAR』でCDデビューした。
2013年10月-12月、テレビ東京『殺しの女王蜂』でモデルガールズで主演を果たす。
2013年12月4日、2nd single『WE ARE THE GIRL』をリリースした。
2015年4月19日、証券会社に勤務する2歳上のアメリカ人男性と結婚し、ハワイで挙式した。
2016年8月30日、自身のブログで第1子妊娠を発表し、同年12月27日に女児を出産した。
マラソンが得意で、「谷川真理ハーフマラソン」等にゲストランナーとして参加したことがある。
ミニチュアダックスフンドを飼っている。英会話が堪能である。

## 出演

### テレビドラマ
- Walkin' Butterfly（2008年7月 - 9月、テレビ東京） - サクラ 役
- スペシャルドラマ夢をかなえるゾウ「男の成功篇」（2008年10月2日、日本テレビ / 読売テレビ）
- 怨み屋本舗 REBOOT （2009年9月11日、テレビ東京）
- ハンチョウ〜神南署安積班〜シリーズ2 第1話ゲスト（2010年1月11日、TBSテレビ） - 水谷理恵子 役
- 殺しの女王蜂（2013年10月、テレビ東京） モデルガールとして主演- シスター 役
- テレビ東京50周年記念スペシャル 『松本清張 黒い画集〜草〜』（2015年3月25日） - 堀村みどり 役

### バラエティ
- BLOG@GIRLS（BS-i)- レギュラー
- おネエ★MANS（日本テレビ） - 準レギュラー

### ショー
- 東京ガールズコレクション
- 神戸コレクション
- 表参道アカリウムコレクション

### 雑誌
- CanCam（小学館） - 専属モデル
- JJ（2005年 - 2007年、光文社） - 専属モデル
- Style（講談社） - レギュラーモデル
- 美ST（光文社）